# Ein feste Burg ist unser Gott

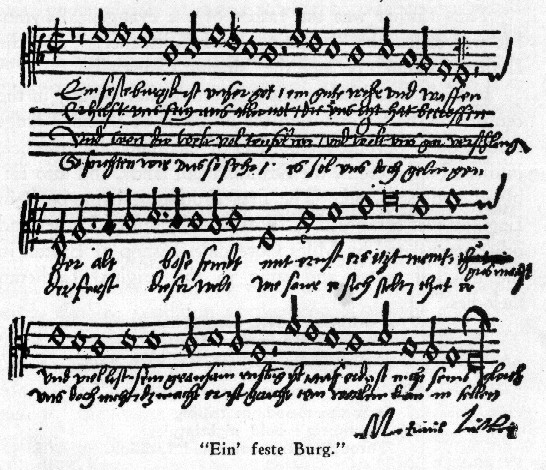
Ein' feste Burg avec la signature de Luther.

Pour la cantate de Jean-Sébastien Bach, voir Ein feste Burg ist unser Gott (BWV 80).
Ein feste Burg ist unser Gott (C'est un rempart que notre Dieu), est le plus connu des cantiques de Martin Luther. Il en a composé les paroles et la musique entre 1527 et 1529. Écrit originairement en allemand, il a été depuis traduit en beaucoup d'autres langues. Ses paroles sont essentiellement une paraphrase du Psaume 46 (45). C'est un des hymnes les plus populaires des traditions luthériennes et protestantes. Il est parfois appelé « L'hymne de bataille de la Réforme protestante » car il a eu pour effet d'augmenter l'adhésion à la cause des Réformateurs du XVIe siècle.
Selon la tradition, le roi Gustave II Adolphe de Suède l'a fait jouer avant l'entrée de ses forces dans une bataille pendant la guerre de Trente Ans. Quelques siècles plus tard, ce choral luthérien deviendra également un hymne des premiers mouvements socialistes suédois.
Depuis le début du XIXe siècle le fait que Luther ait écrit la musique de l'hymne est contesté par certains musicologues. Aujourd'hui encore, les avis restent partagés. Ainsi dans son ouvrage traitant de Johann Walter, Christa Maria Richter estime que la mélodie a au moins été composée en collaboration avec Walter, si ce n'est en plus grande partie par ce-dernier.

## Arrangements
Ce choral a été employé par de nombreux compositeurs, y compris Jean-Sébastien Bach, comme source pour sa cantate BWV 80. Deux arrangements en ont été faits dans le Choralgesänge (Hymnes chorales ou choraux) de Bach.
Felix Mendelssohn l'a employé comme thème pour le quatrième et dernier mouvement de sa Symphonie no 5 (1830), intitulée Reformation (en français : Réforme) en l'honneur de la Réforme protestante initiée par Luther. 
Giacomo Meyerbeer l'a employé dans son grand opéra, Les Huguenots (1836), et Richard Wagner l'a utilisé comme « motif » (comme thème non développé) dans sa Kaisermarsch (Marche impériale), qui a été composée pour commémorer le retour de Guillaume Ier de la guerre franco-allemande en 1871.
Plus récemment, en 2007, Bradley Joseph en a arrangé une version instrumentale pour son album, Hymns and Spiritual Songs.

## Paroles
L'original de Luther, bien qu'il soit intitulé "Der xlvi. Psalm / Deus noster refugium et virtus", est en fait une paraphrase très libre du texte biblique. Les paroles du chant réflètent plutôt, en partie, la pensée de l'auteur sur le psaume. Un grand nombre de traductions anglaises existent, la plus connue étant A mighty fortress is our God de Frederick Hedge. En français, la traduction qui paraît le plus souvent dans les recueils protestants est par Henri Lutteroth.
| Texte original allemand | Traduction littérale | Traduction métrique (Henri Lutteroth, 1845) |
| --- | --- | --- |
| Ein feste Burg ist unser Gott, ein gute Wehr und Waffen. Er hilft uns frei aus aller Not, die uns jetzt hat betroffen. Der alt böse Feind mit Ernst er's jetzt meint, groß Macht und viel List sein grausam Rüstung ist, auf Erd ist nicht seins gleichen. Mit unsrer Macht ist nichts getan, wir sind gar bald verloren; es streit' für uns der rechte Mann, den Gott hat selbst erkoren. Fragst du, wer der ist? Er heißt Jesus Christ, der Herr Zebaoth, und ist kein andrer Gott, das Feld muss er behalten. Und wenn die Welt voll Teufel wär und wollt uns gar verschlingen, so fürchten wir uns nicht so sehr, es soll uns doch gelingen. Der Fürst dieser Welt, wie sau'r er sich stellt, tut er uns doch nicht; das macht, er ist gericht': ein Wörtlein kann ihn fällen. Das Wort sie sollen lassen stahn und kein' Dank dazu haben; er ist bei uns wohl auf dem Plan mit seinem Geist und Gaben. Nehmen sie den Leib, Gut, Ehr, Kind und Weib: lass fahren dahin, sie haben's kein' Gewinn, das Reich muss uns doch bleiben. | Notre Dieu est une forteresse Une bonne épée et une arme Il nous délivrera de tous les dangers Qui nous menacent à présent. Le vieil ennemi méchant, Nous en veut aujourd'hui sévèrement, Avec sa grande force et sa ruse, Il est cruellement armé Rien au monde ne l'égale. Notre force ne vaut rien Nous sommes presque perdus; Mais l'homme droit combat pour nous Dieu l'a lui-même choisi. Tu te demandes: "Qui est-ce"?, Il s'appelle Jésus-Christ Le Dieu des Armées, Il n'y a pas d'autre Dieu que lui, Il restera vainqueur sur le champ de bataille. Si le Monde était plein de démons Qui voulaient nous dévorer Ne soyons pas effrayés, Nous réussirons notre entreprise. Le Prince de ce Monde Même s'il nous fait la grimace, Ne nous fera pas de mal Sa force est condamnée, Un simple mot le renverse. Ils devront nous laisser la parole Et ne nous remercieront pas La Parole est parmi nous Avec son Esprit et ses dons Quoiqu'ils nous prennent notre corps, Nos biens, l'honneur, nos enfants et nos épouses, Laisse-les faire, Ils n'y gagneront rien, Le royaume demeurera nôtre. | C'est un rempart que notre Dieu : Si l'on nous fait injure, Son bras puissant nous tiendra lieu Et de fort et d'armure L'ennemi contre nous Redouble de courroux : Vaine colère ! Que pourrait l'adversaire ? L'Eternel détourne ses coups Seuls, nous bronchons à chaque pas, Notre force est faiblesse. Mais un héros, dans les combats, Pour nous lutte sans cesse. Quel est ce défenseur ? C'est toi, puissant Seigneur, Dieu des armées ! Tes tribus opprimées Connaissent leur libérateur. Que les démons forgent des fers Pour accabler l'Église, Ta cité* brave les enfers, Sur le rocher assise ! Constant dans son effort, En vain, avec la mort, Satan conspire : Pour briser son empire, Il suffit d'un mot du Dieu fort ! Dis-le, ce mot victorieux, Dans toutes nos détresses ! Répands sur nous du haut des cieux Tes divines largesses. Qu'on nous ôte nos biens, Qu'on serre nos liens, Que nous importe ? Ta grâce est la plus forte, Et ton royaume est pour les tiens. |